# Pteromalus alternipes
Pteromalus alternipes är en stekelart som beskrevs av Walker 1872. Pteromalus alternipes ingår i släktet Pteromalus och familjen puppglanssteklar. Inga underarter finns listade i Catalogue of Life.